# Culmile libertății
Culmile libertății (titlu original: Liberty Heights) este un film american dramatic de comedie din 1999 regizat de Barry Levinson. Rolurile principale au fost interpretate de actorii 	
Adrien Brody, Bebe Neuwirth și Joe Mantegna.
Este ultima parte a tetralogiei autobiografice Baltimore Films, care are loc în orașul natal al regizorului în anii 1940, 1950 și 1960; după Restaurantul (1982), Oameni de tinichea  (1987) și Avalon (1990).

## Distribuție
- Adrien Brody - Van
- Ben Foster - Ben
- Orlando Jones - Little Melvin
- Bebe Neuwirth - Ada
- Joe Mantegna - Nate
- Rebekah Johnson - Sylvia
- Gerry Rosenthal - Murray
- David Krumholtz - Yussel
- Justin Chambers - Trey
- Carolyn Murphy - Dubbie
- Kevin Sussman - Alan
- Shane West - Ted
- Anthony Anderson - Scribbles
- Elizabeth Ann Bennett - Mary
- Carlton J. Smith - James Brown
- Richard Kline - Charlie, Nate's Assistant
- Vincent Guastaferro - Pete, Nate's Assistant
- James Pickens Jr. - Sylvia's Father
- Kiersten Warren - Annie the Stripper
- Charley Scalies - Louie
- Katie Finneran - Mrs. Johnson
- Frania Rubinek - Grandma Rose
- Evan Neumann - Sheldon (ca Evan Neuman)
- Cloie Wyatt Taylor - Gail
- Ellyn O'Connell - Anne Whittier
- Timothy J. Scanlin Jr. - Nick
- Jake Hoffman - Turk
- Joseph Patrick Abel - Lenny
- Brenda Russell - Singer
- Misha Collins - Guy (nemenționat)
- Stacy Keibler - Extra (nemenționat)